# Cantó de La Jarrie
El cantó de La Jarrie és un cantó francès del departament del Charente Marítim, situat al districte de La Rochelle. Té 14 municipis i el cap és La Jarrie.

## Municipis
- Anais
- Bourgneuf
- Clavette
- Croix-Chapeau
- La Jarne
- La Jarrie
- Montroy
- Saint-Christophe
- Saint-Médard-d'Aunis
- Saint-Rogatien
- Sainte-Soulle
- Saint-Vivien
- Salles-sur-Mer
- Vérines

| Data d'elecció                           | Identitat        | Partit                       | Qualitat |
| ---------------------------------------- | ---------------- | ---------------------------- | -------- |
| 1945-1964                                | M. Ralmon        | RPF, després RS, després UNR |          |
| 1964-1976                                | M. Braud         | Divers droite                |          |
| 1976-1982                                | M. Guéret        | MRG                          |          |
| 1982-1988                                | Bernard Ranson   | UDF-CDS                      |          |
| 1988-1994                                | Pierre Brousteau | MRG                          |          |
| 1994-2008                                | André Brisson    | PRG                          |          |
| 2008-                                    | David Baudon     | PS                           |          |
| les dades anteriors no són pas conegudes |                  |                              |          |
|                                          |                  |                              |          |

| A partir de 1990: Població sense dobles comptes |